# Lisduff Turlough SAC
Lisduff Turlough SAC este o arie protejată (arie specială de conservare — SAC, sit de importanță comunitară — SCI) din Irlanda întinsă pe o suprafață de 69,69 ha, integral pe uscat.

## Localizare
Centrul sitului Lisduff Turlough SAC este situat la coordonatele 53°33′01″N 8°14′28″W / 53.550161°N 8.241207°V.

## Înființare
Situl Lisduff Turlough SAC a fost declarat sit de importanță comunitară în noiembrie 1997 pentru a proteja 10 specii de animale. Situl a fost protejat și ca arie specială de conservare în mai 2016.

## Biodiversitate
Situată în ecoregiunea atlantică, aria protejată conține 1 habitat natural: Turlough.
La baza desemnării sitului se află mai multe specii protejate de  păsări (10): rață pitică (Anas crecca), rață fluierătoare (Anas penelope), rață mare (Anas platyrhynchos), rață-cu-cap-castaniu (Aythya ferina), fugaci de țărm (Calidris alpina), becațină comună (Gallinago gallinago), culic mare (Numenius arquata), ploier auriu (Pluvialis apricaria), fluierarul cu picioare roșii (Tringa totanus), nagâț (Vanellus vanellus).